# رمانة (الناصرة)
رُمانة (بالعبريَّة: רֻמָּנָה) هي قرية عربية تقع في المنطقة الشمالية في إسرائيل. وتقع بالقرب من مدينة الناصرة، وهي تخضع لسلطة مجلس البطوف الإقليمي. في عام 2018 كان عدد سكان القرية حوالي 1,191 نسمة.

## تاريخ
عثر صندوق استكشاف فلسطين على صهاريج وكهوف مقطوعة من الصخور، وآثار وبقايا قديمة في هذه القرية.
تم العثور على أجزاء من الفخار تعود إلى العصر البرونزي المبكر الأول والعصر البرونزي الوسيط، وكذلك مجموعة من أجزاء من الفخار تعود إلى العصر الحديدي الثاني (القرنين العاشر والثامن قبل الميلاد). كما تم العثور على حفر مبنى به شقوق تعود إلى العصر الحديدي الثاني والعصر الفارسي.
تم حفر مقابر تعود إلى العصر الفارسي وبقايا مجمع معماري من العصر الروماني (القرنين الأول والثالث للميلاد) في القرية.
وقد أُقترح أن قرية «رومانة» تقع على أراضي ما عرف باسم «روميت»، وهي قرية كانت تابعة لفرسان الإسبتارية في عصر الصليبيين.
كما تم العثور على عدد صغير من البقايا التي تعود إلى عصر المماليك.

### العصر العثماني
أُدمجت رمانة، مثلها مثل بقية فلسطين في الدولة العثمانية في عام 1517، وفي تعداد عام 1596، كانت القرية تقع في ناحية طبرية في لواء صفد. وكان عدد سكانها يتكون من تسعة أسر، كلهم من المُسلمين. دفع القرويون الضرائب على القمح والشعير وأشجار الفاكهة والقطن والماعز وخلايا النحل. أطلق بيير جاكوتين على قرية اسم روماني على خريطته في عام 1799.
مر العالم الكتابي إدوارد روبنسون على القرية في عام 1852، وافترض أنها كانت قرية ريمون التابعة لقبيلة زبولون القديمة. وصف المستكشف الفرنسي فيكتور جويرين القرية في عقد 1870 بأنها صغيرة ومحمية من الخارج بجدار مستمر ويحوط بها الصبار. وجد أيضًا العديد من البقايا الجيدة التي تعود إلى العصور السابقة وتكهن أيضًا بأنها قد تكون مبنية على موقع قرية ريمون التوراتية، المذكورة في سفر يشوع. في مسح لصندوق استكشاف فلسطين عام 1881، وصفت القرية بالرمانة على النحو التالي:
قرية صغيرة مبنية من الحجر، وتحتوي على حوالي سبعين نسمة من المُسلمين. وتقع على سلسلة من التلال المنخفضة فوق السهل، وهناك بعض أشجار الزيتون المحيطة بها. مصدر المياه في القرية قادم من الخزانات والآبار.
أظهرت قائمة السكان من حوالي عام 1887 أنّ قرية رمانة تضم على حوالي 40 شخص من السكان المُسلمين.

### الإنتداب البريطاني
في تعداد فلسطين لعام 1922 الذي أجرته سلطات الإنتداب البريطاني، كان عدد سكان رُمانة حوالي 37 نسمة، منهم 33 من المُسلمون وحوالي أربعة مسيحيون. وكان جميع المسيحيون من أتباع كنيسة الروم الملكيين الكاثوليك.
في إحصاء عام 1931، تم احتساب عدد السكان بالقرب من رمة الهيب، وكان عدد سكانها 197 نسمة؛ منهم حوالي 195 مسلمًا ومسيحيين، يسكنون في إجمالي 36 منزلًا.
في إحصائيات عام 1945، كان عدد السكان حوالي 590 نسمة، جميع من المسلمين. وفي حين أن المساحة الكلية للأراضي كانت 1,493 دونم وفقا لمسح رسمي للأراضي والسكان. ومن هذه الأراضي، تم تخصيص 28 دونم للمزارع والأراضي المروية، وحوالي 796 دونم للحبوب، في حين تم تصنيف خمسة دونمات على أنها مناطق مبنية.

### دولة إسرائيل
في عام 1948 تم الاستيلاء على القرية من قبل الجيش الإسرائيلي خلال عملية ديكل، بين 15 إلى 18 يوليو. وبقيت القرية تحت الأحكام العرفية حتى عام 1966.